# Chilecito (departamento)
Departamento Chilecito é um departamento da província de La Rioja, na Argentina.